# Jim Keltner
James Lee "Jim" Keltner (n. 27 aprilie 1942) este un muzician american din Tulsa, Oklahoma, baterist de sesiune în studio, care a conlucrat cu mulți artiști cunoscuți. Biograful lui Bob Dylan, Howard Sounes, l-a caracterizat ca "cel mai bun baterist de sesiune din America".